# Wahlkreis Ittoqqortoormiit
Der Wahlkreis Ittoqqortoormiit war von 1979 bis 1999 ein grönländischer Wahlkreis für die Wahl zum Inatsisartut. Der Wahlkreis umfasste die Gemeinde Ittoqqortoormiit.

## Vertreter
Folgende Personen vertraten den Wahlkreis:
| Wahlperiode | Mitglied | Mitglied           | 1. Stellvertreter  | 2. Stellvertreter  | Anmerkung                                      |
| ----------- | -------- | ------------------ | ------------------ | ------------------ | ---------------------------------------------- |
| 1979–1983   |          | Aage Hammeken      | Jonas Danielsen    | Kristian Simonsen  |                                                |
| 1983–1984   |          | Aage Hammeken      | Jonas Danielsen    | Jonas Brønlund     |                                                |
| 1984–1987   |          | Andreas Sanimuínaĸ | Evald Brønlund     | Thomas Barselajsen |                                                |
| 1987–1991   |          | Jonas Danielsen    | Ane Sofie Hammeken | Jonas Napãtôĸ      | Jonas Danielsen trat am 25. April 1989 zurück. |
| 1991–1995   |          | Ane Sofie Hammeken | Ib Napãtôĸ         | Boas Madsen        |                                                |
| 1995–1999   |          | Jens Napaattooq    | Evald Brønlund     | Anders Napãtôĸ     | Jens Napaattooq wurde für unwählbar erklärt.   |